# 坂

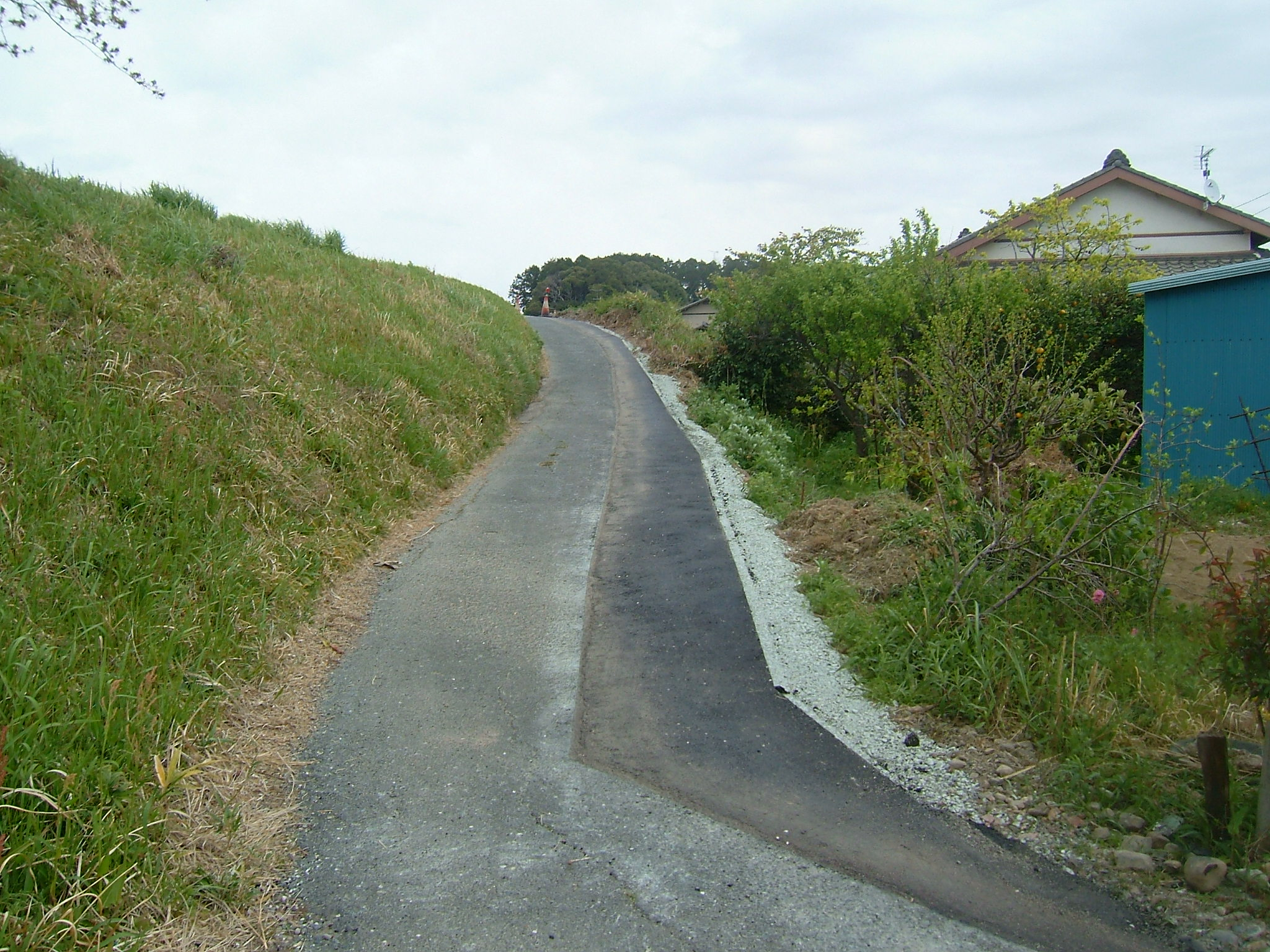
堤防へ続く坂道（静岡県袋井市）

坂（さか、英: slope）は、一方は高く一方は低い（つまり）傾斜のある道（坂道）。また傾斜のある場所（傾斜地、坂地）。またその傾斜。

## 概要
坂が多いのは例えば、山岳地帯や、丘陵地帯、また海岸近くまで山が迫った土地などである。坂道は、山腹や丘陵地帯や台地のふちなどに道路を作ると出来がちであり、そうした傾斜地の上に造られた市街地には特に坂道が多い。そうした土地でも特にトンネルや大規模な造成工事が行われる前に開発された市街地には坂道が多く存在する。
坂が多いことで世界的に有名な市街地としては、米国のサンフランシスコ、ポルトガルのリスボン、イタリアのナポリなどが挙げられる。こうした土地にはケーブルカーが導入されている場合も多い。日本では坂が多い街としては（観光地としても有名なので）長崎、小樽、尾道、熱海などが挙げられ、（関東の住民などには）東京も坂が多い都市であることが知られている（山手線の内側は、武蔵野台地の端でギザギザになっている）。（ただしそれは有名な観光地でもあるので好んで名が挙げられる、ということであって、実際には、例えば日本では富士吉田市、富士宮市等、観光地としての知名度は低くても「全域が坂道だらけ」という市町村は日本全国数えきれないほどある。世界でも事情は同様である。）
坂道が多く存在することで「坂のまち」などと通称される都市がある。例：小樽市、長崎市、サンフランシスコ市。
反対に「坂が少ない国」として世界的に有名なのはオランダである。

## 記録を有する坂
ニュージーランド南部の都市ダニーデンにあるボールドウィン・ストリートは勾配35度でギネスブックに世界一急な坂として登録されており観光名所になっている。2019年6月6日の計測の結果、ウェールズのフォルズ・ペン・スレフの勾配がボールドウィン・ストリートをしのぐ37.45%であることが確認され、同年7月16日にギネス世界記録が更新された。
カリフォルニア州サンフランシスコのロンバード・ストリートは1ブロックの短い距離の中に8つのカーブを有し「世界一曲がりくねった坂道」として知られている。ロンバード・ストリートは多くの映画のロケ地にもなっている。しかし、休暇シーズンには1日に数千人が訪れる観光スポットであり、慢性的な交通渋滞が問題になっており、サンフランシスコではインターネットを通じた予約制と通行料の徴収が検討されている。

## 欧米における坂

### 最急縦断勾配
欧米での最急縦断勾配は、米国では地方部の補助幹線道路（設計速度20マイル区間）の山岳部で16%、欧州では設計速度40km/h区間で9%とされている例がある。なお、米国などでは日本のように低速での最急縦断勾配の基準は設けられていない。

#### 米国
米国のAASHTOでは幹線道路、都市部の補助幹線道路、地方部の補助幹線道路について、それぞれ平坦部、起伏部、山岳部に分けて最急縦断勾配の基準が決められている。

#### 欧州
- ドイツのRAS-Lでは、設計速度40km/hの区間で8%、120km/hの区間で4%の最急縦断勾配の基準が決められている[12]。
- フランスのICTAALでは、設計速度80km/hの区間で6%、120km/hの区間で4%の最急縦断勾配の基準が決められている[12]。
- オーストリアのRVSでは、設計速度40km/hの区間で9%、140km/hの区間で3%の最急縦断勾配の基準が決められている[12]。

### ギャラリー

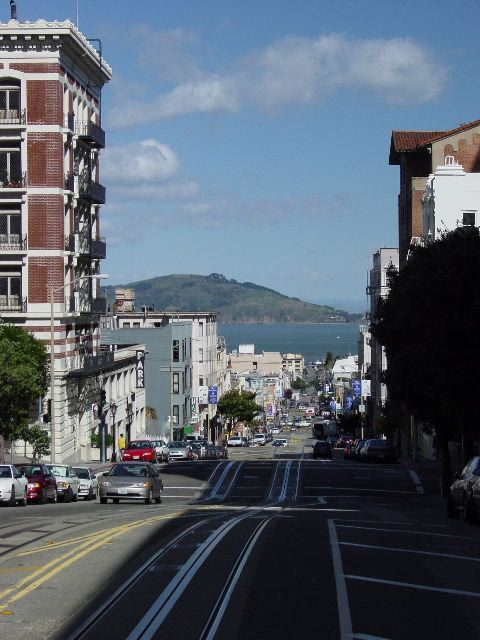
サンフランシスコ・メイスン通り
ドライバーに坂道への注意を喚起する道路標識（ポーランド）。

## 日本における坂
日本では川沿いの平坦な地形（平地または盆地）に都市が形成されることが多いが、天然の入り江沿いで発達することの多い港湾都市は一般に地形的に海岸ぎりぎりまで山地が迫っていることもあって、発達の過程で山地まで都市区域が広がることがあり、結果として港町に坂が多く見られる。具体的には、長崎、小樽、尾道、熱海などである。東京23区内では、港区は80以上の末尾に「坂」のつく通り名があり、また、神戸の旧市街地は南北に走る通りのほとんどが坂道であるため、坂道であっても地名、通り名に「坂」という名称を付けられることは少ない。

### 道路構造

#### 道路構造令
日本の道路構造令では設計速度120km/hで2%（特例値5%）、設計速度20km/hで9%（特例値12%）の基準が規定されている。なお、道路構造令ではないが、農林水産省の林道規定などにも基準が設けられている。

#### 条例による勾配限界
多くの市町村では、条例で坂の傾斜の限界を定めているが、限界を超えた傾斜であっても滑り止め舗装を条件に認めている例が多い。以下に挙げられているのは滑り止め舗装が行われていない状態での上限値である。滑り止め舗装が行われている場合は、特に上限値を定めていない自治体と滑り止め舗装による上限値を別に定めている自治体が神奈川県足柄下郡箱根町（滑り止め無しの上限9%、滑り止め有りの上限10%）をはじめ少数存在するが、上限値を定めていない場合でも行政の判断による認可に委ねられている状態であり、急斜面に滑り止め舗装を行う場合でも認可されない可能性は留保されている。
- 10% - 埼玉県川口市
- 9%  - 福岡県筑紫野市、神奈川県横須賀市、東京都西多摩郡など
- 6%  - 愛知県豊田市、静岡県袋井市、山形県南陽市など
- 5%  - 栃木県宇都宮市

### 地名としての「坂」
坂の存在する場所に多く地名として「坂」と名づけられることがある。
- 広島県安芸郡に存在する町。坂町を参照のこと。
- 愛知県豊田市椿立町にある字。かつての愛知県東加茂郡足助町大字椿立にある小字。
- 愛知県新城市中宇利に存在する字。
- 千葉県松戸市松戸にある小字。
- 青森県弘前市に存在する大字。かつての青森県中津軽郡相馬村大字坂。
- 青森県八戸市大字新井田に存在する小字。
- かつて愛知県東加茂郡旭町大字小瀧野にあった小字。
- かつて茨城県茨城郡中台村に存在した字。現在の茨城県小美玉市中台。
- かつての大阪の略称。1868年以前、大阪は「大坂」と表記され、「来坂」「帰坂」などの熟語の一部として用いられることがあった。「大坂」の名は室町時代末期から使用されたものであるが、この名が実在の坂を由来としているか否かは定かではない。

### ギャラリー

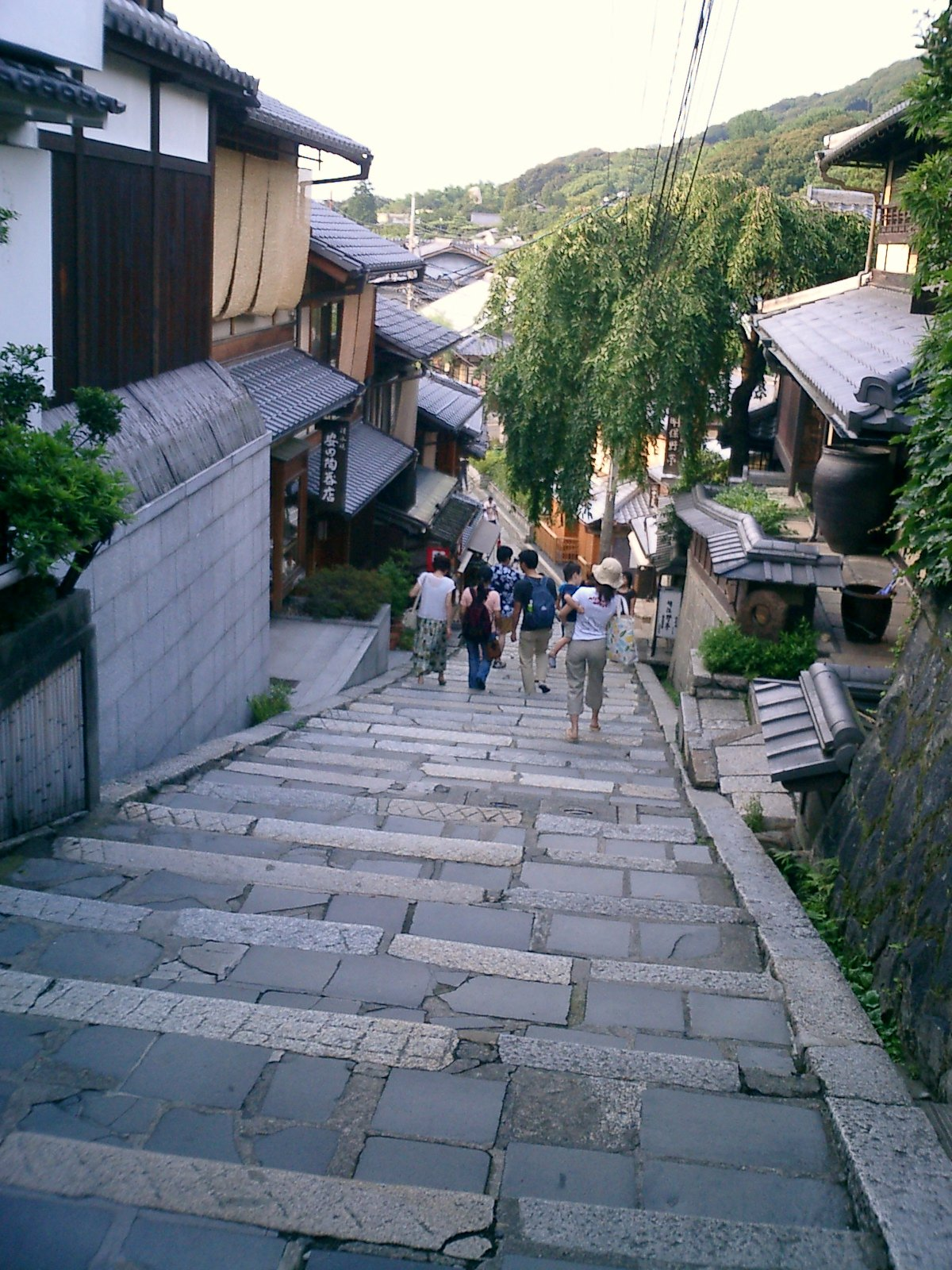
京都市・重伝建「産寧坂（三年坂）」
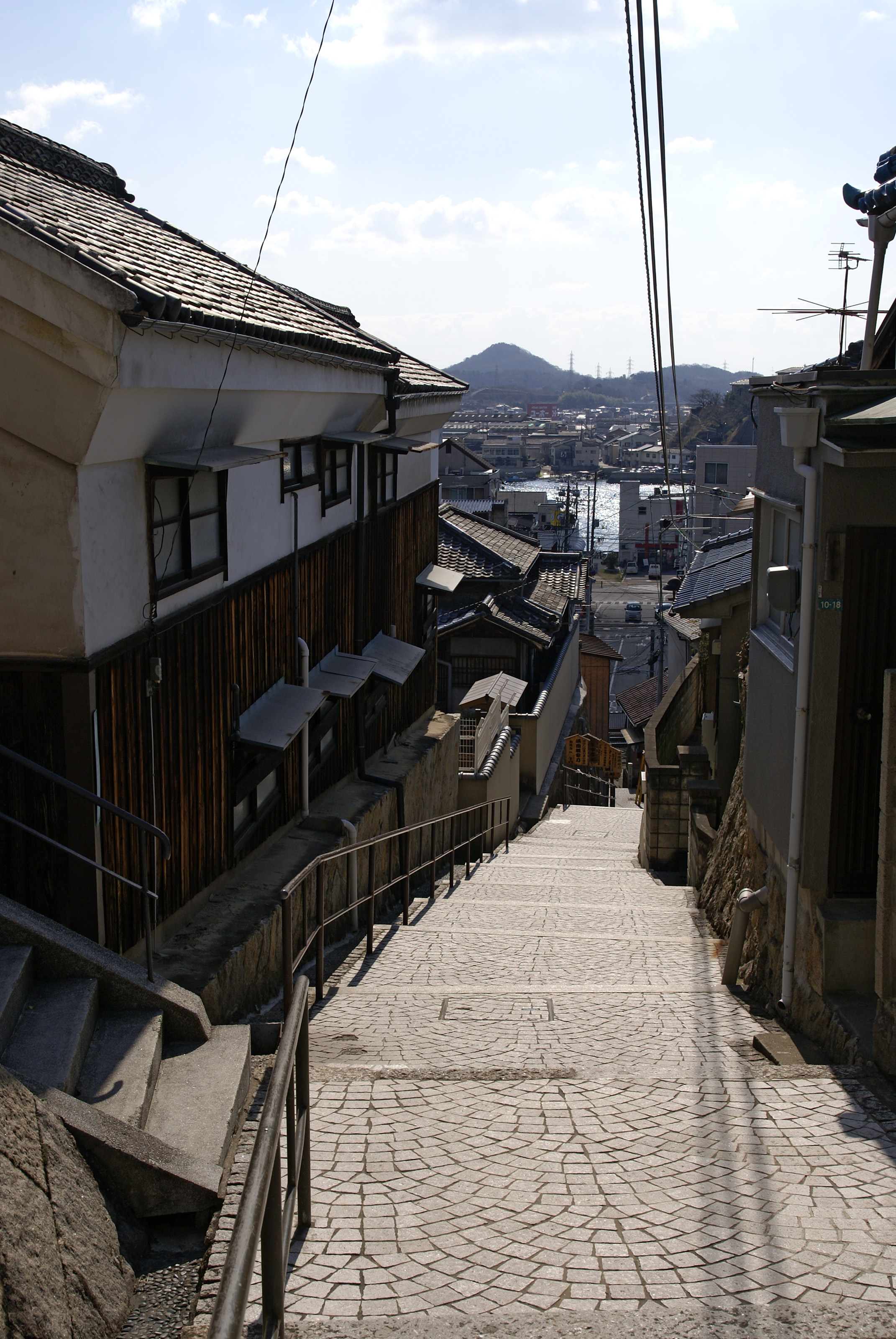
広島県尾道市・千光寺新道
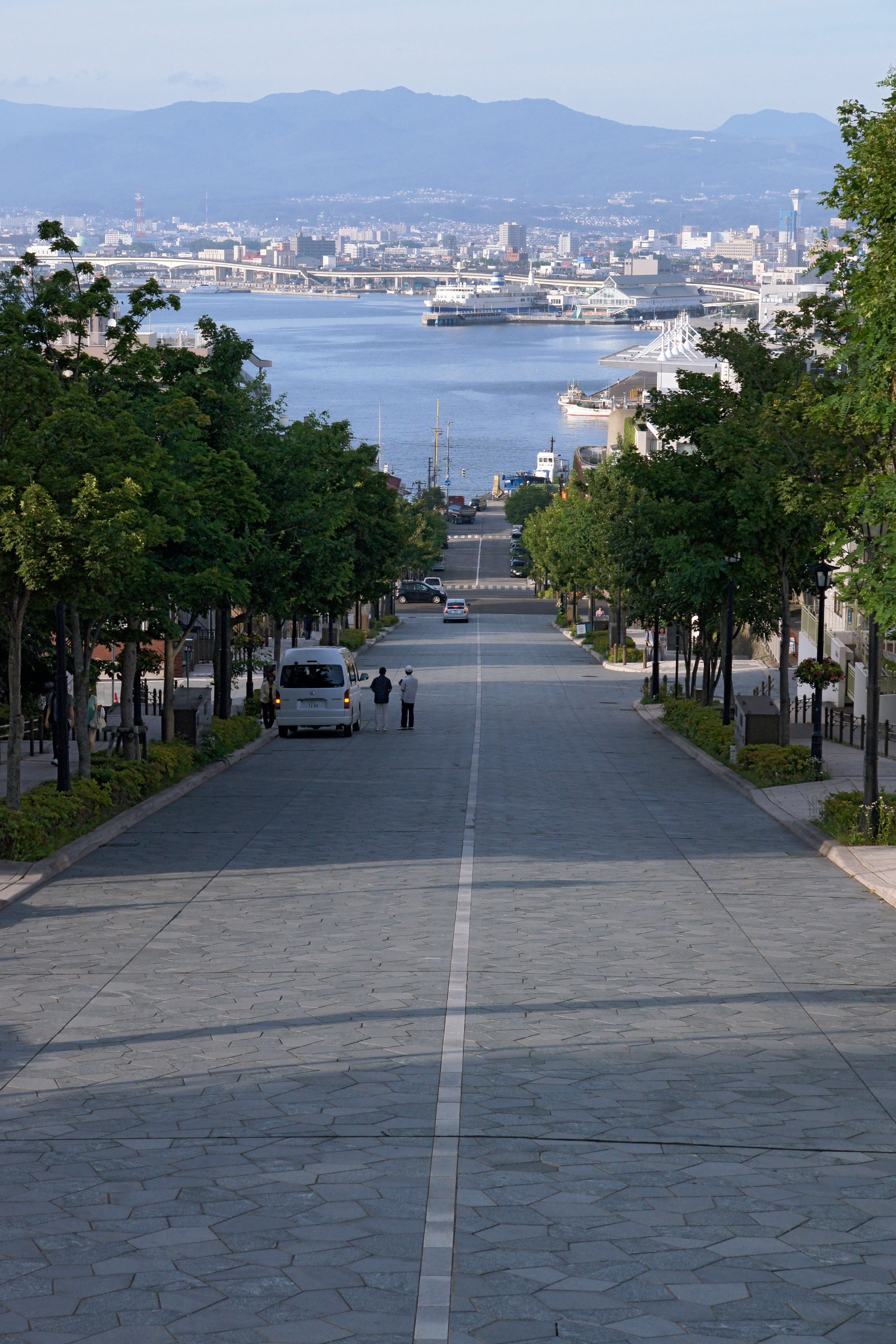
北海道函館市元町の八幡坂
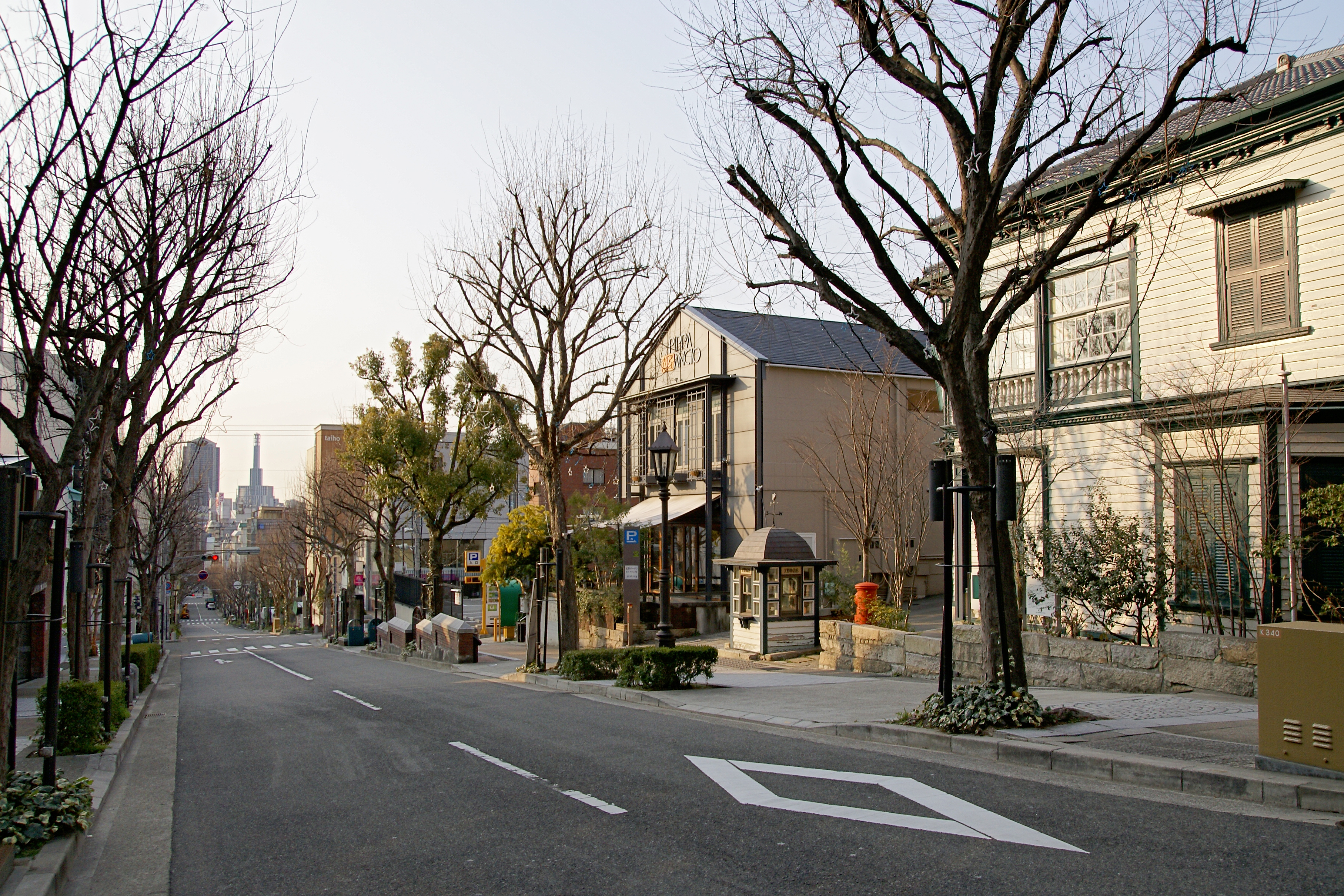
兵庫県神戸市中央区・北野坂
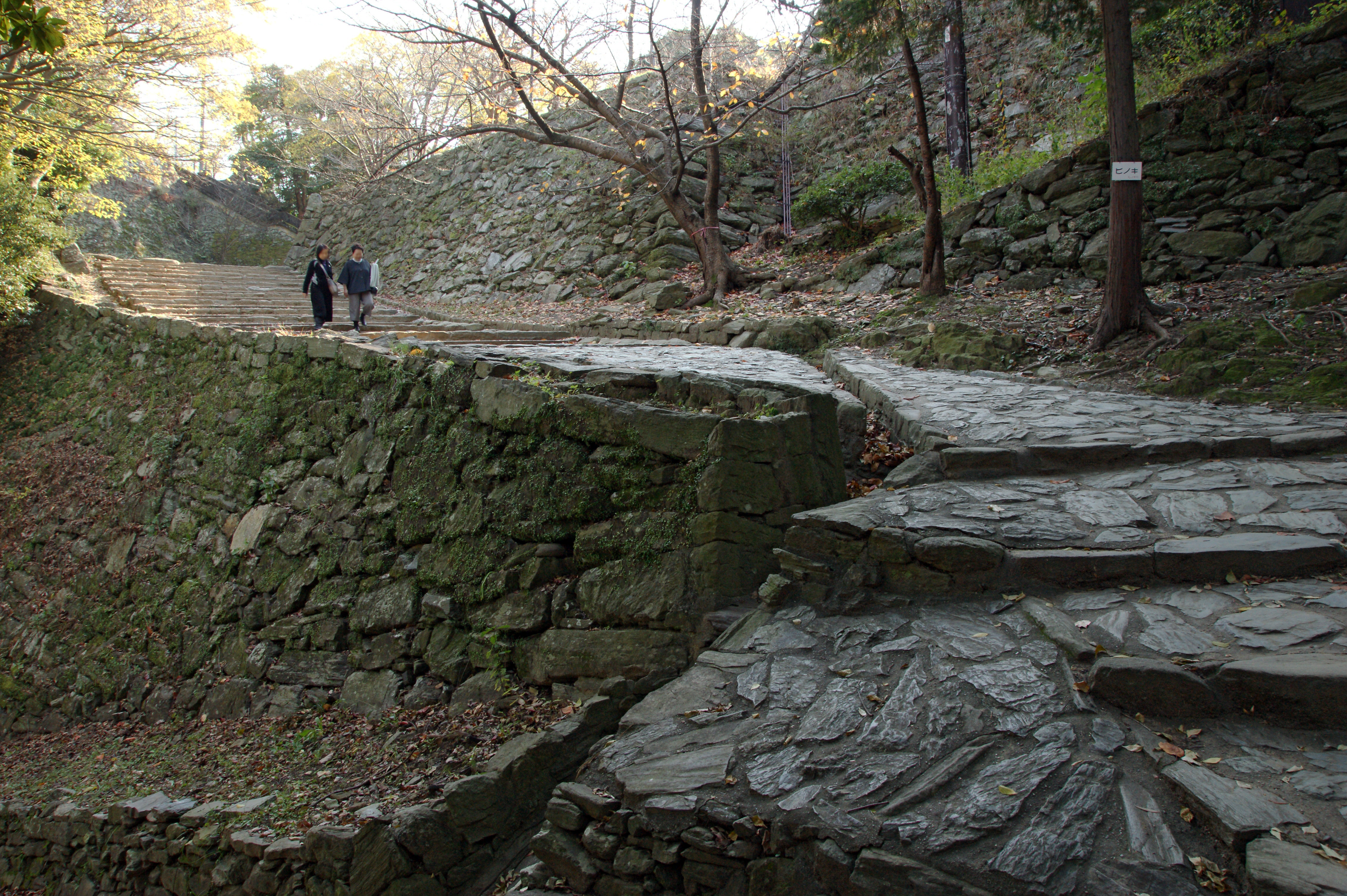
城郭の例（和歌山城裏坂）
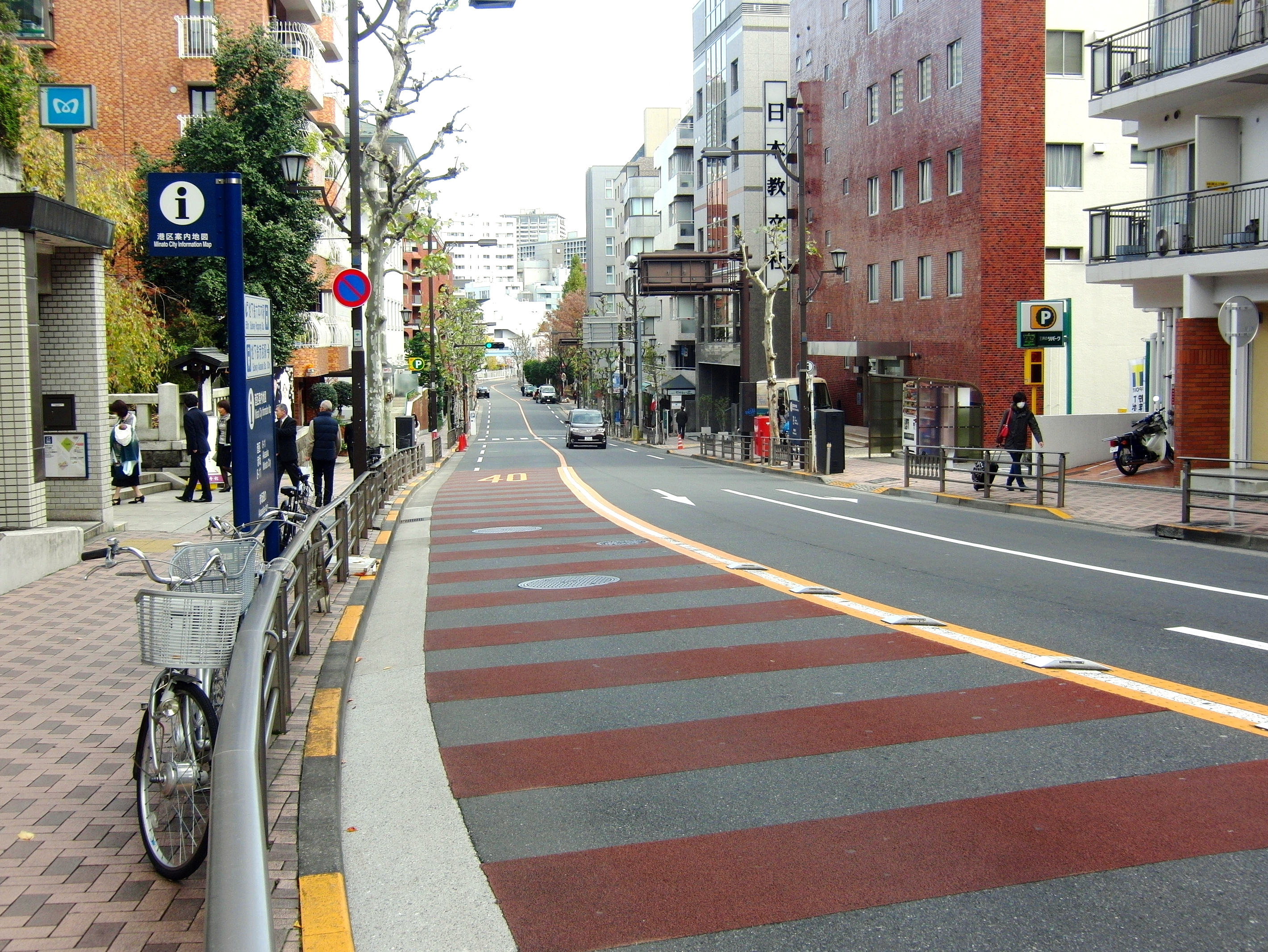
滑り止めのためのゼブラ方式[13]の例（東京都港区・乃木坂）
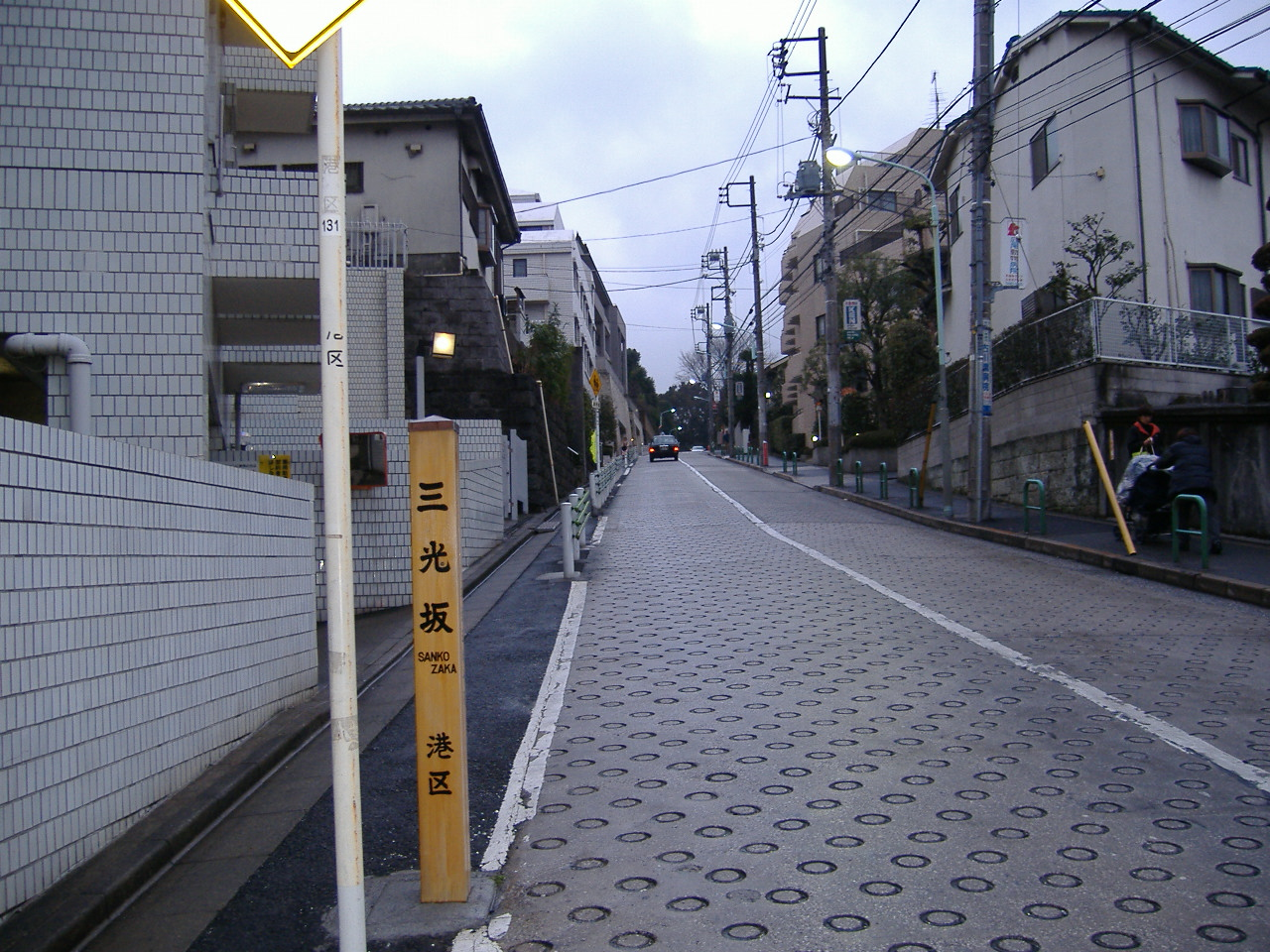
滑り止めのためのマーキングの例（東京都港区・三光坂）
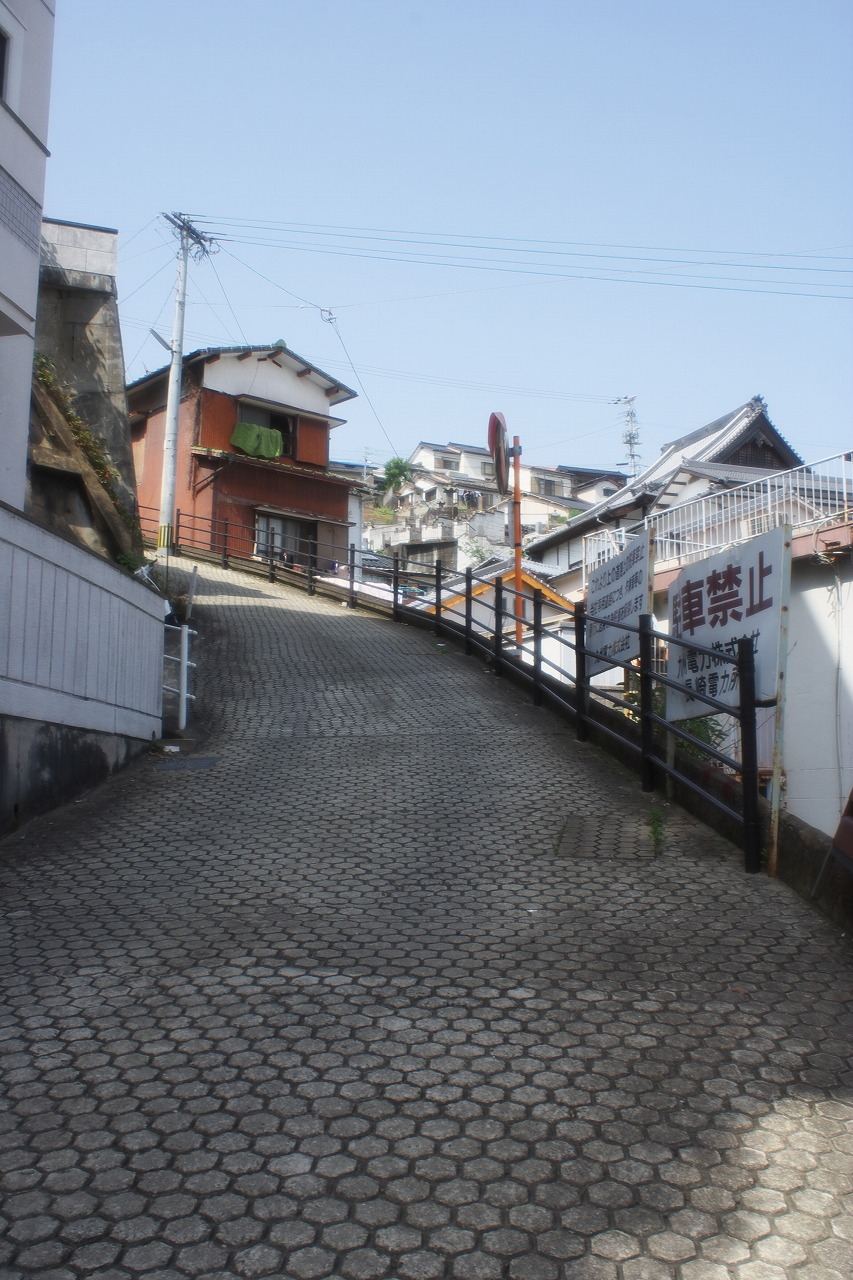
滑り止めのためのマーキングの例（長崎県長崎市・通称：変電所の坂）
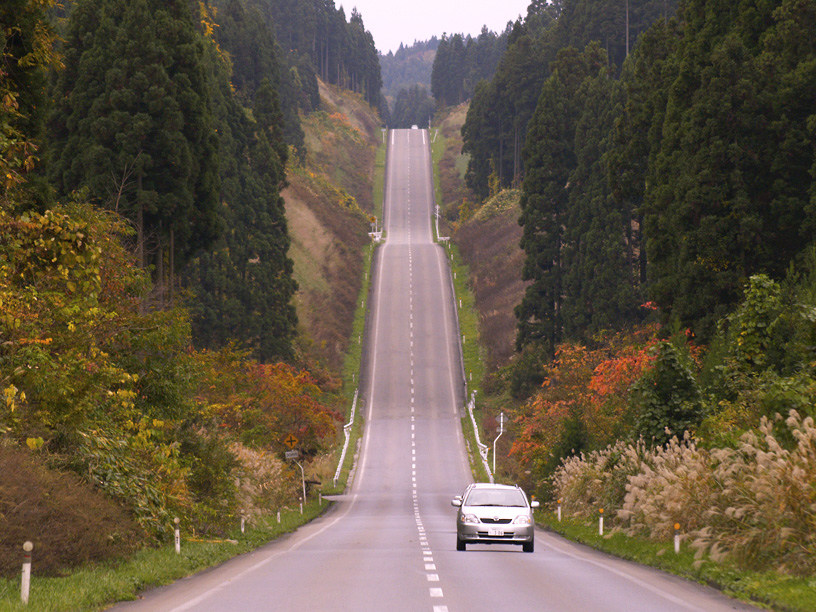
秋田県
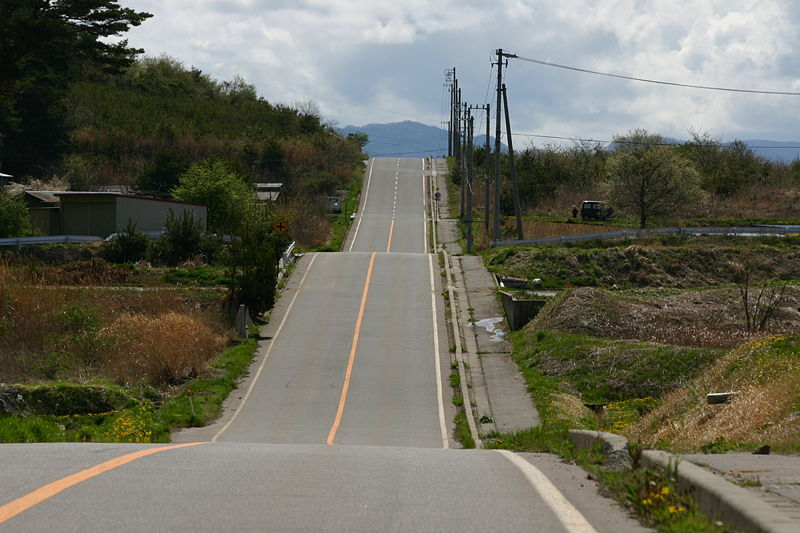
長野県小諸市御牧ヶ原・千曲ビューライン